# Bradycellus nigrinus
Bradycellus nigrinus är en skalbaggsart som beskrevs av Pierre François Marie Auguste Dejean. Bradycellus nigrinus ingår i släktet Bradycellus och familjen jordlöpare. Inga underarter finns listade i Catalogue of Life.